# Valgamaa
Valga megye, (észtül: Valgamaa vagy Valga maakond) (võro nyelven Valga maakund) megye Észtország délkeleti részében. Közigazgatási székhelye Valga város, ahol a megye lakosainak csaknem fele él. Nevében az észt maakond, vagyis magyarul megye szóból ered a hosszabb megyenév, amely võro nyelven maakund.
Területe 2043 km², népessége (2015. január 1-jei becslés szerint) mintegy 30 ezer fő.

## Földrajza
Északi szomszédja Viljandi megye és Tartumaa, nyugaton és délen Lettország, keleten Võrumaa és Põlvamaa.

### Éghajlata
A megye éghajlata nedves kontinentális, meleg nyarakkal és hideg telekkel. A tenger közelsége miatt a telek enyhébbek, míg a nyarak hűvösebbek, mint más hasonló szélességi körön fekvő területeken. A nedves légtömegek főleg nyugat felől, míg a hideg betörések északról, illetve keletről érik el a vidéket. Mivel a megye az ország délkeleti felén fekszik, ezért ősztől kezdve, egészen tavaszig hidegebb az idő, mint a partvidéki területeken. Délies fekvésének köszönhetően, azonban nyáron magasabb hőmérséklet alakul ki ezen a vidéken, mint a tengerpartokon. a közeli Haanja-fennsíkon a hótakaró akár 135 napon keresztül is megmaradhat. A januári középhőmérséklet az ország középső és keleti részein -6 és -7 °C közt alakul. A legrövidebb nappal a téli napforduló idején Dél-Észtországban 6 óra 39 perc, míg a leghosszabb nappal a nyári napfordulókor 18 óra 10 perc.

## Községei

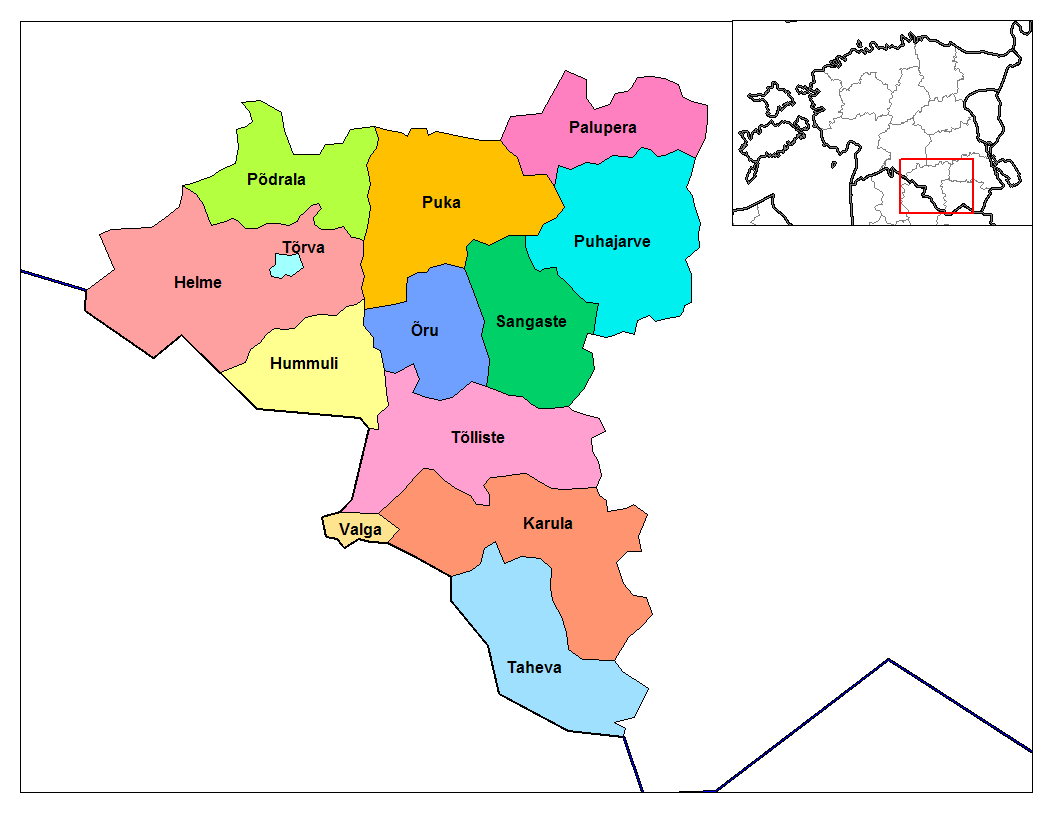
Valga megye községei

A megyét két városi községre (észtül linn - város) és 10 vidéki községre (észtül vallad - egyházközség) osztották fel.
A megye községei:
Városi községek
- Tõrva
- Valga

Vidéki községek
- Helme
- Hummuli
- Karula
- Õru
- Otepää
- Palupera
- Puka
- Põdrala
- Sangaste
- Taheva
- Tõlliste